# OJ 287
OJ 287 — лацертид, що містить одну з наймасивніших відомих чорних дір. Квазар являє собою подвійну систему чорних дір, більша з яких має масу, що дорівнює 18 млрд M☉, фактично — масу невеликої галактики. Менший супутник важить як 100 млн мас Сонця. Період його обертання становить 12 років. Система розташована в сузір'ї Рака. Квазар є відносно близьким до Сонячної системи, відстань становить 3,5 млрд світлових років (близько 1 гігапарсека), видимий блиск варіюється від +13 до +16 (у середньому ≈ +14,5—15). Щоб побачити його потрібен телескоп із діаметром об'єктива понад 300 мм, хоча в особливо сприятливих умовах можна спробувати його знайти з меншими інструментами.
2020-го року з'явилося можливе пояснення раптового і сильного збільшення яскравості об'єкта двічі за кожні 12 років. Професор Маурі Валтонен з Університету Турку припускає, що це відбувається через те, що при перетині меншою дірою акреційного диска надмасивної чорної діри виникає колосальне розігрівання матеріалу диска (пилу або газу), що спричиняє раптове збільшення світіння всієї системи (посилення світіння еквівалентне тому, якби одночасно у галактиці з'явився трильйон зірок зі світністю Сонця). Крім складних математичних моделей у роботі було також представлено графічні візуалізації траєкторії руху меншої чорної діри з прецесією.